# Maximilian Jacobi

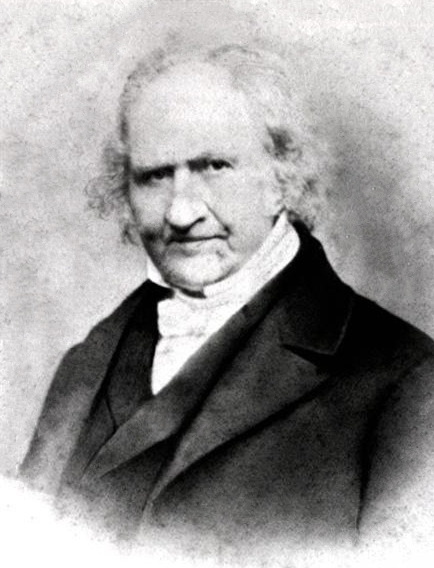
Maximilian Jacobi, Daguerreotypie, um 1850

Carl Wigand Maximilian Jacobi, auch Karl Wigand Maximilian Jacobi (* 10. April 1775 in Düsseldorf; † 18. Mai 1858 in Siegburg), war ein deutscher Mediziner, Geheimer und Obermedizinalrat sowie Leiter der Provinzial-Heilanstalt Siegburg. Er gilt als einer der Begründer der modernen Irrenheilkunde (Psychiatrie).

## Leben
Carl Wigand Maximilian Jacobi war ein Sohn des Philosophen und Schriftstellers Friedrich Heinrich Jacobi und dessen Ehefrau Betty, geborene von Clermont. Seine Brüder waren der Politiker Johann Friedrich Jacobi und der Jurist Georg Arnold Jacobi.
Am 16. Mai 1798 heiratete er Anna Frederike Petrina Claudius (1777–1856), eine Tochter des Dichters Mathias Claudius. Sie hatten vier Kinder. Die älteste Tochter Juliane Clementine Jacobi (1799–1886) heiratete 1826 Christian Friedrich Kling (1800–1862), Professor der Theologie in Bonn und später Pfarrer und Dekan in Marbach. Bernhard August Jacobi (1801–1843) wurde evangelischer Pfarrer und Präses der Westfälischen Provinzialsynode. Tochter Bertha Carolina Franziska Jacobi (1804–1874) heiratete 1823 Karl Heinrich Sack, Professor der Theologie und Pfarrer in Bonn, später Konsistorialrat in Magdeburg. Theodora Anna Rebekka Jacobi (1807–1890) war seit 1831 mit Carl Wilhelm Theodor Voigt (1804–1838), Pfarrer in Siegburg und Thorn, verheiratet. Deren Tochter Clarissa Voigt (* 4. Oktober 1832; † 10. März 1894) war seit 1855 verheiratet mit dem später bekannten Psychiater Bernhard von Gudden, der von 1848 bis 1851 sein Assistenzarzt in Siegburg war. Clarissa Gudden wurde Mutter von neun Kindern, von denen einige bekannte Psychiater wurden.

### Studium
Maximilian Jacobi studierte von 1793 bis 1795 in Jena und dann in Göttingen. Nach einem kurzen Praktikum in Edinburgh wurde er am 21. Februar 1797 an der Universität Erfurt zum Doktor der Medizin promoviert.

### Wirken
Jacobi arbeitete 1799 in Vaals, dann in Eutin, 1803 bis 1804 in London, wo er 1802 eine chirurgische Ausbildung erhalten hatte, und 1805 bis 1811 in München. In Salzburg arbeitete er von 1812 bis 1815 als Oberarzt. In Düsseldorf war er von 1816 bis 1824 als Regierungs- und Medizinalrat tätig.
Am 1. Januar 1825 übernahm er in Siegburg die Leitung der neu gegründeten Irrenheilanstalt Siegburg. Es war die erste Irrenheilanstalt im Rheinland. Sie war in der 1803 aufgelösten Abtei Michaelsberg untergebracht. 1831 betreute diese Anstalt 384 psychisch Kranke. Jacobi leitete die Anstalt bis zu seinem Tod. Drei Jahre vor seinem Tod wurde er zum Geheimen Medizinalrat ernannt.
Sein Buch Irrenheilanstalten wurde 1841 ins Englische übersetzt.

### Privatleben
Jacobi war 1829 beteiligt an der Neuschaffung der evangelischen Kirchengemeinde in Siegburg. Bekannt ist sein Schriftwechsel mit Johann Wolfgang von Goethe, der ein Freund der Familie war. Zudem war er mit Christian Friedrich Nasse befreundet und teilte mit ihm das Interesse an den körperlichen Erscheinungen bei Geisteskrankheiten.

## Werke
Jacobi veröffentlichte zahlreiche Bücher, so etwa:
- mit Franz Xaver Häberl: Jahrbücher des Sanitätswesens im Königreich Baiern, 1810.
- Sammlungen für die Heilkunde der Gemüthskrankheiten, 3 Bände, Elberfeld 1822–1830.
- Beobachtungen über die Pathologie und Therapie der mit Irresein verbundenen Krankheiten, Elberfeld 1830.
- Ueber die Anlegung und Einrichtung der Irren-Heilanstalten mit ausführlicher Darstellung der Irren-Heilanstalt zu Siegburg, Berlin 1834.
- Annalen der Irren-Heilanstalt zu Siegburg, Bd. 1 (keine weiteren veröffentlicht), Leipzig 1837.
- Die Hauptformen der Seelenstörungen in ihren Beziehungen zur Heilkunde, Bd. 1 (keine weiteren veröffentlicht), Leipzig 1844 (Digitalisat).

Zudem übersetzte er auch Texte von Herodot und Thukydides.